# Alexandre Gelfond
Pour les articles homonymes, voir Gelfond.
Alexandre Ossipovitch Gelfond (en russe : Александр Осипович Гельфонд), né le 24 octobre 1906 à Saint-Pétersbourg et mort le 7 novembre 1968  à Moscou, est un mathématicien russe, auteur du théorème de Gelfond.

## Biographie
Alexandre Gelfond est né à Saint-Pétersbourg d'une famille juive dont le père, Ossip Isaakovitch Gelfond, etait physicien et philosophe amateur. Il intègre l'université de Moscou en 1924 et obtient son diplôme de docteur en philosophie en 1930 sous la direction d'Alexandre Khintchine et Viatcheslav Stepanov.
En 1930, il travaille pendant cinq mois en Allemagne (à Berlin et Göttingen) où il collabore avec Edmund Landau, Carl Ludwig Siegel et David Hilbert. En 1931, il commence à enseigner, en tant que professeur à l'université de Moscou, où il travaille jusqu'à la fin de sa vie. À partir de 1933, il travaille parallèlement avec l'Institut de mathématiques Steklov. En 1939, il est élu membre de l'Académie des sciences d'URSS.

## Travaux
Outre ses travaux en histoire des mathématiques, Alexandre Gelfond a obtenu d'importants résultats dans plusieurs domaines mathématiques, notamment en théorie des nombres, en théorie des fonctions analytiques et sur les équations intégrales. Son résultat le plus célèbre est le théorème de Gelfond :

Si α et β sont des nombres algébriques avec α différent de 0 et de 1, et si β n'est pas rationnel, alors αβ est transcendant.
Cet énoncé est celui du fameux septième problème de Hilbert. Gelfond a prouvé un cas particulier du théorème en 1929, lorsqu'il était étudiant diplômé, et l'a complètement démontré en 1934. En 1935, le théorème fut démontré indépendamment par Theodor Schneider, ce qui fait que ce théorème est usuellement appelé « théorème de Gelfond-Schneider ». En 1929 Gelfond proposa une extension du théorème, connue sous le nom de conjecture de Gelfond, qui fut prouvée par Alan Baker en 1966.
Avant les travaux de Gelfond, peu de nombres étaient connus pour être transcendants. On connaissait alors e et pi vérifiant cette propriété. Après ses travaux, la transcendance d'une infinité de nombres a pu être facilement démontrée. Deux d'entre eux ont été nommés en l'honneur de Gelfond :
- 2√2, connue comme la constante de Gelfond-Schneider ;
- eπ, connue comme la constante de Gelfond.

Parmi ses élèves, il y a Naum Ilitch Feldman.